# グレッグ・E・ハリス
グレッグ・E・ハリス（Gregg Eugene Harris, 1952年11月23日 - ）は、1981年から1990年代半ばにおけるクリスチャン・ホームスクーリング・ムーブメントの著名な人物である。現在は、ハウスホールド・オブ・フェイス・コミュニティー教会（Household of Faith Community Church）の宣教長老（teaching elder）として奉任している。1980年以降、10万人を超える夫妻がハリスのホームスクーリング・セミナーに参加しており、著書『The Christian Home School』は1988年3月にはキリスト教書店組合（Christian Booksellers Association）のベストセラーとなっている。
グレッグは、ソノ夫人（日系3世）と5人の子供たちとオレゴン州グレッシャムに在住する。非営利教育団体「ノーブル指導力開発研究所（the Noble Institute for Leadership Development）」所長。

## 喜び指向の学習法（Delight-Directed Study）
グレッグ・ハリスが促進した主要なアイデアに喜び指向の学習法（delight-directed study）がある。

## ハリス家の子供たち
グレッグ・ハリスの6人の子供たちは、ホームスクーラーの間でも、クルスチャンのコミュニティーでも様々な評価を得ている。
長男のジョシュア・ハリス（Joshua Harris）は、ミリオンセラーの『聖書が教える恋愛講座（I Kissed Dating Goodbye）』、『聖書が教える結婚講座（Boy Meets Girl: Say Hello to Courtship）』、『誘惑に負けないために（Sex Is Not the Problem (Lust Is)）』、『Stop Dating The Church!: Fall In Love With The Family Of God (Lifechange Books)』等の著者であり、現在、メリーランド州ゲーサーズバーグのカベナント・ライフ教会（Covenant Life Church）の主任牧師（Senior Pastor）として奉任している。
19歳の双子の息子アレックス・ハリス（Alex Harris）とブレット・ハリス（Brett Harris）は、クリスチャンのティーンエイジャー向けウェブサイト『The Rebelution』を主宰し、『Do Hard Things: A Teenage Rebellion Against Low Expectations』を出版した。

## 参考資料
- “Delight-Directed Study”. 2008年7月29日閲覧。
- Harris, Gregg (1988). The Christian Home School. Wolgemuth & Hyatt Publishers. ISBN 094349706X
- The Holy Bible: Old Testament: Psalm.
- “Jury Finds Teaching Home Editor Conspired to Restrain Trade - Defendants Gregg Harris, Mary Pride, Sue Welch Settled”. 2008年7月29日閲覧。